# 구탄넨
구탄넨(Guttannen)은 스위스 베른주의 인터라켄-오버하슬리 행정 구역에 있는 자치체이다.

## 역사

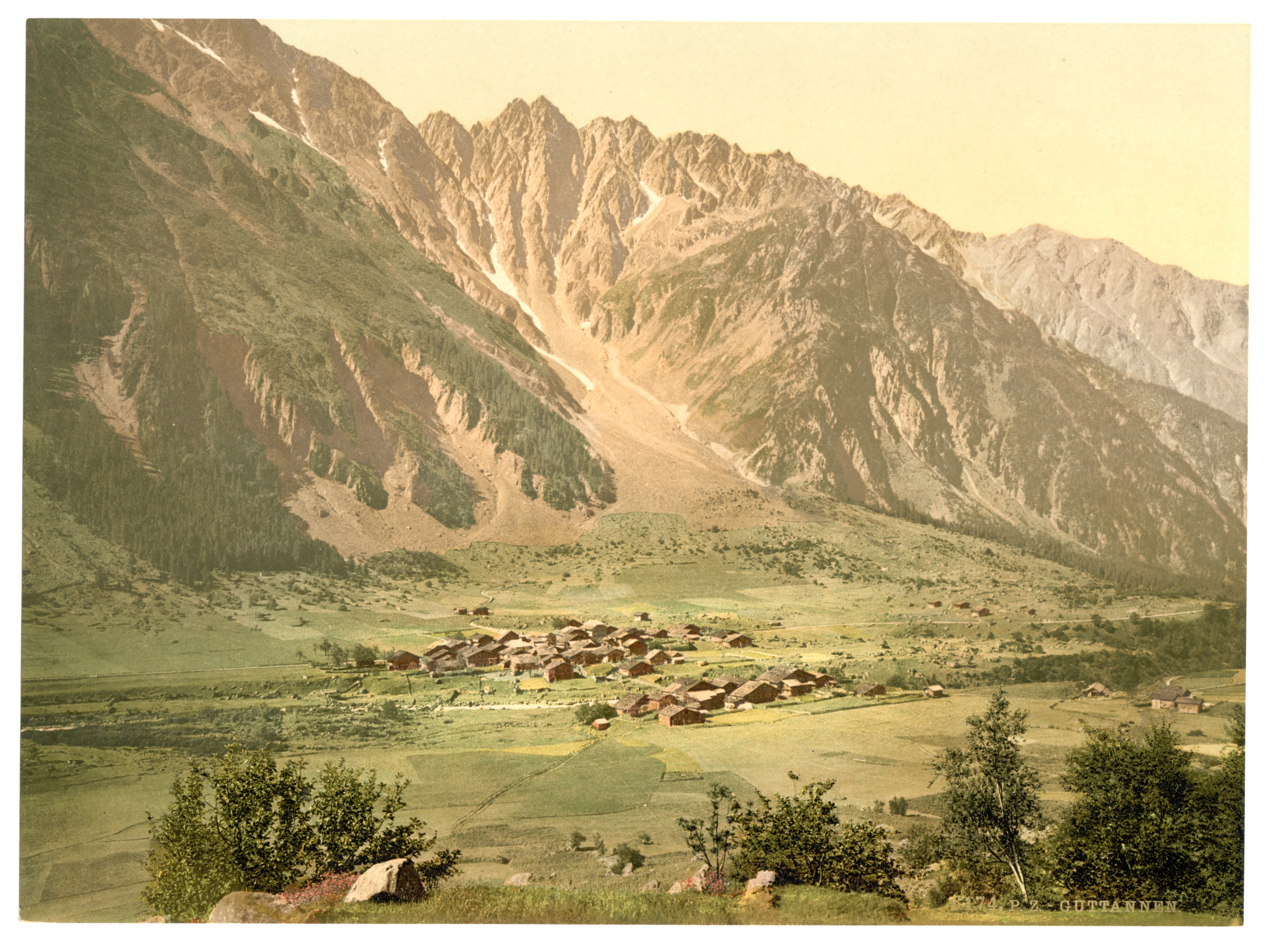
그림젤 고개와 구탄넨의 포토크롬

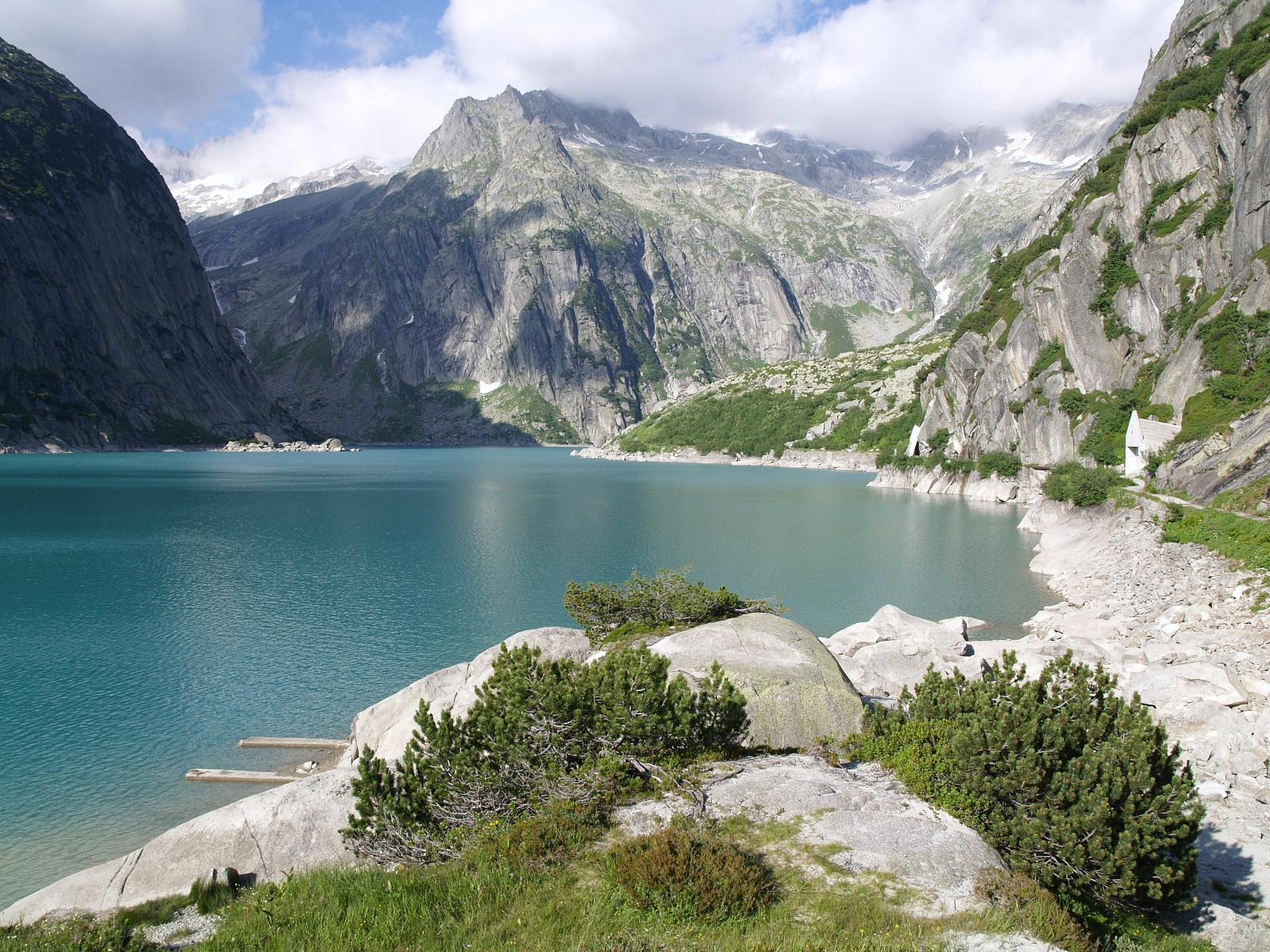
구타넨 위의 겔머제, 저수지 중 하나

‘구탄넨’이라는 명칭은 초원 이름에서 유래했으며, 그 초원의 이름이 현재의 지명이 되었다. 그 초원의 이름은 ‘좋은 전나무로’(ze den guoten tannen)라는 의미를 가지고 있었다.
구탄넨이 문헌에 최초로 등장한 것은 1377년에 궈텐탄논(Guotentannon)으로 언급되면서 등장하기 시작했다.
중세 동안 구탄넨은 하슬리의 포그타이와 마이링엔 교구의 일부였다. 1334년에 전체 포그타이는 베른에 의해 인수되었다. 세례반은 없었지만, 1467년 마을에 예배당을 세웠다. 전체 광저우가 프로테스탄트 종교 개혁의 새로운 신앙을 받아들였을 때, 예배당은 개종되어 마이링엔아래 남아 있었다. 1713년 인너트키르헨 본당에 합류하여 1816년 독립 본당이 될 때까지 유지되었다. 오래된 예배당은 1723년 화재로 손상되었고 새 예배당으로 교체되어 본당 교회가 되었다. 구탄넨이 본당이 되었을 때. 1798년 프랑스 침공 이후 구탄넨은 오버란트의 헬베티아 공화국 주의 일부가 되었다. 1803년 중재법으로 베른주와 오버하슬리구로 반환되었다.
대부분의 역사 동안 마을 사람들은 계곡 바닥에서 농사를 짓고 계절에 따라 고산 방목을 하고 그림젤 고개를 넘어 무역을 하면서 살았다. 짧은 생장기와 열악한 토양으로 인해 많은 주민들이 납이나 아연을 채굴하거나, 나무나 동석을 조각했다. 많은 주민들이 빈곤에서 탈출하기 위해 이주했다. 17세기와 18세기에는 독일이나 스위스고원으로 갔고, 18세기 말과 19세기에는 미국으로 가서 캐롤라이나, 펜실베니아, 켄터키에 정착했다.
19세기 초에 산악 등반가들은 계곡 위의 높은 봉우리를 탐험하기 위해 구탄넨으로 오기 시작했다. 1811-12년에 핀스타호른을 등반했고, 1830년대경 루이 아가시즈(Louis Agassiz)는 구탄넨에서 등산을 대중화하고 가이드를 훈련했다. 그림젤 고개 도로(1894-95년 건설)는 무역과 관광을 위해 마을을 더욱 개방했다. 1925년에서 1975년 사이에 그림젤 고개에 5개의 수력발전 댐과 6개의 저수지가 건설되어 마을이 번영했다. 크라프트베르크 오버하슬리(KWO) 회사는 발전소를 관리하기 위해 1925년에 설립되었으며, 오늘날 구탄넨에서 가장 큰 고용주이다. 26년(1960-1986)에 걸쳐 고갯길 위에 현대식 도로가 건설되었다.

## 지리

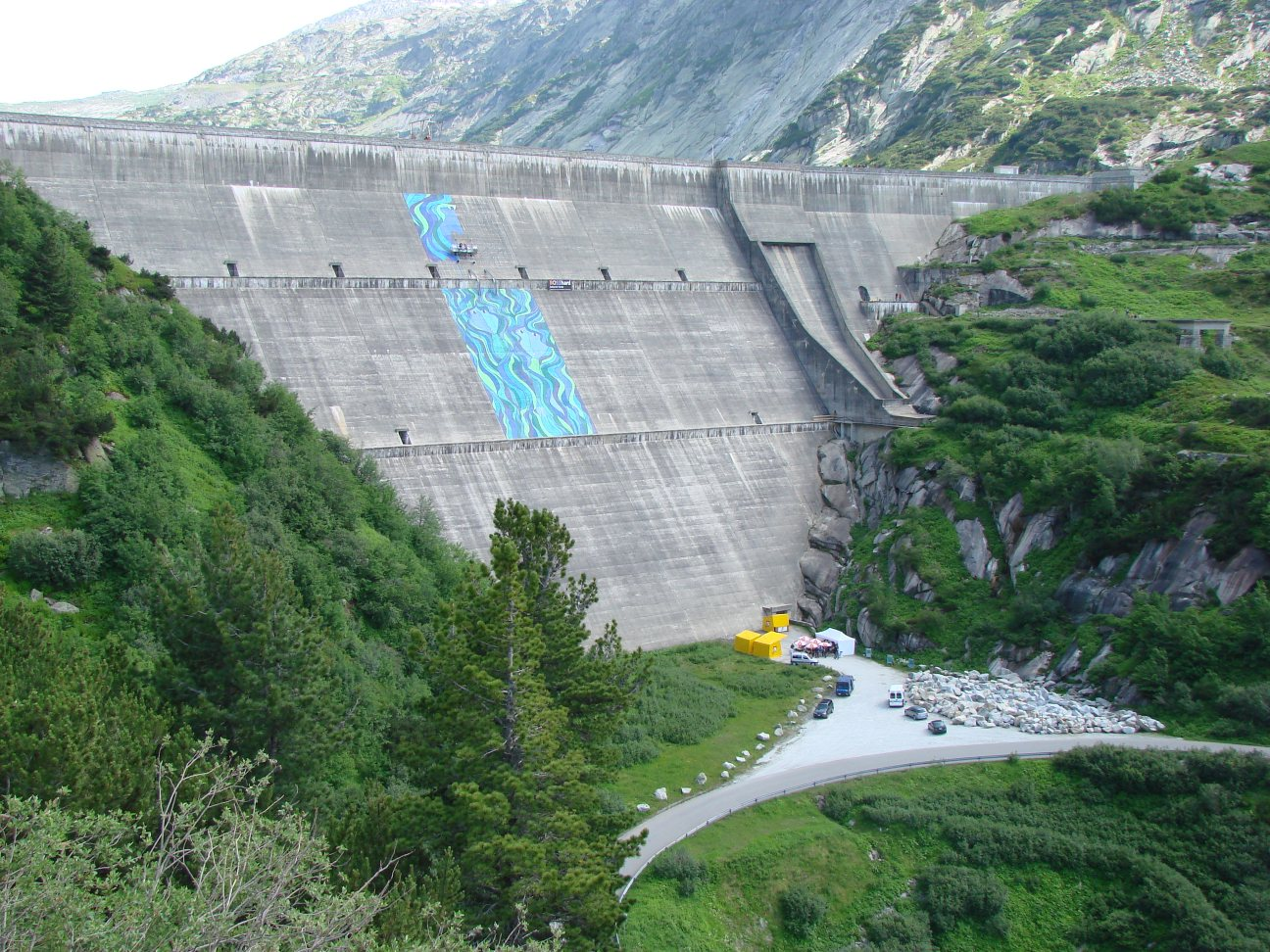
레터리히스보덴 댐

구탄넨은 그림젤 고개 근처의 베른고원에 있다. 그것은 하스탈에서 가장 높은 정착지이며, 시정촌은 그림젤 고개의 정상까지 그 계곡의 위쪽 뻗기를 포함한다. 북쪽에서 시계 방향으로 인접한 지방 자치 단체는 인너트키르헨, 오버곰스, 뮌스터-게쉬넨, 피셔탈 및 그린델발트이다.
아레강은 구탄넨의 빙하에서 샘솟는다. 시정촌에는 4개의 호수가 있다. (오버아어 호수, 그림젤 호수, 레터리히즈보덴 호수 및 겔머 호수) 시정촌의 서쪽 부분에는 슈렉호른, 라우터아어호른, 핀스터아어호른, 아가시호른 및 지델호른 산이 있다. 구탄넨에는 핀스터아어 빙하, 라우터아어 빙하, 운터아어 빙하, 그루에벤 빙하와 베흘리 빙하도 포함된다.
스위스 표준에 따르면 이곳은 면적이 큰 편에 속한다. 이에 비해 이곳은 전체 아펜첼이너로덴주 보다 크다. 고도는 800~1,300m인 계곡 바닥에서 핀스터아어호른 그룹의 높은 고산 봉우리까지 뻗어 있다.
구탄넨의 면적은 200.85k㎡이다. 2012년 기준으로 총 7.67k㎡ 또는 3.8%가 농업용으로 사용되며 18.77k㎡ (9.3%)가 산림이다. 나머지 시정촌은 0.98k㎡ 또는 0.5%가 정착(건물 또는 도로), 7.45k㎡ (3.7%)가 강 또는 호수이고 165.86k㎡ (82.6%)는 불모지이다.
같은 해 주택과 건물은 0.1%, 교통 인프라는 0.3%를 차지했다. 삼림 지대는 모두 울창한 숲으로 덮여 있다. 농경지 중 2.9%가 고산 목초지로 사용된다. 시정촌의 물 중 3.0%는 호수에, 0.7%는 강과 시내에 있다. 비생산적인 지역 중 13.7%는 비생산적인 초목, 45.6%는 초목이 자라기에는 너무 암석이 많은 지역, 23.3%의 땅은 빙하로 덮여 있다.
2009년 12월 31일에 시정촌의 이전 지역인 오버하슬리구가 해산되었다. 다음 날 2010년 1월 1일에 새로 설립된 인터라켄-오바하슬리구에 합류했다.

### 기후
1981년과 2010년 사이에 구탄넨에는 연간 평균 152.2일의 비 또는 눈이 내렸고 평균 강수량은 1,650mm였다. 가장 습한 달은 5월로 구탄넨에 평균 164mm의 비나 눈이 내렸다. 이 달 동안 평균 강수일은 14.8일이었다. 강수량이 가장 많은 달은 6월로 평균 15일이었지만, 비나 눈은 156mm에 불과했다. 일년 중 가장 건조한 달은 10월로 10.4일 동안 평균 강수량이 113mm이다.

## 인구통계

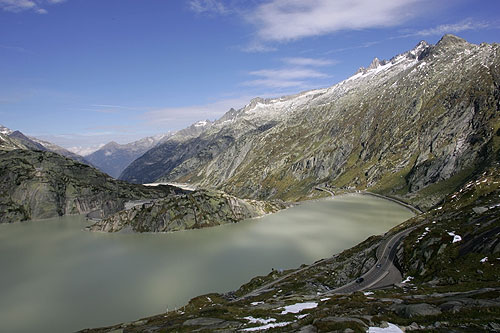
그림젤 호수

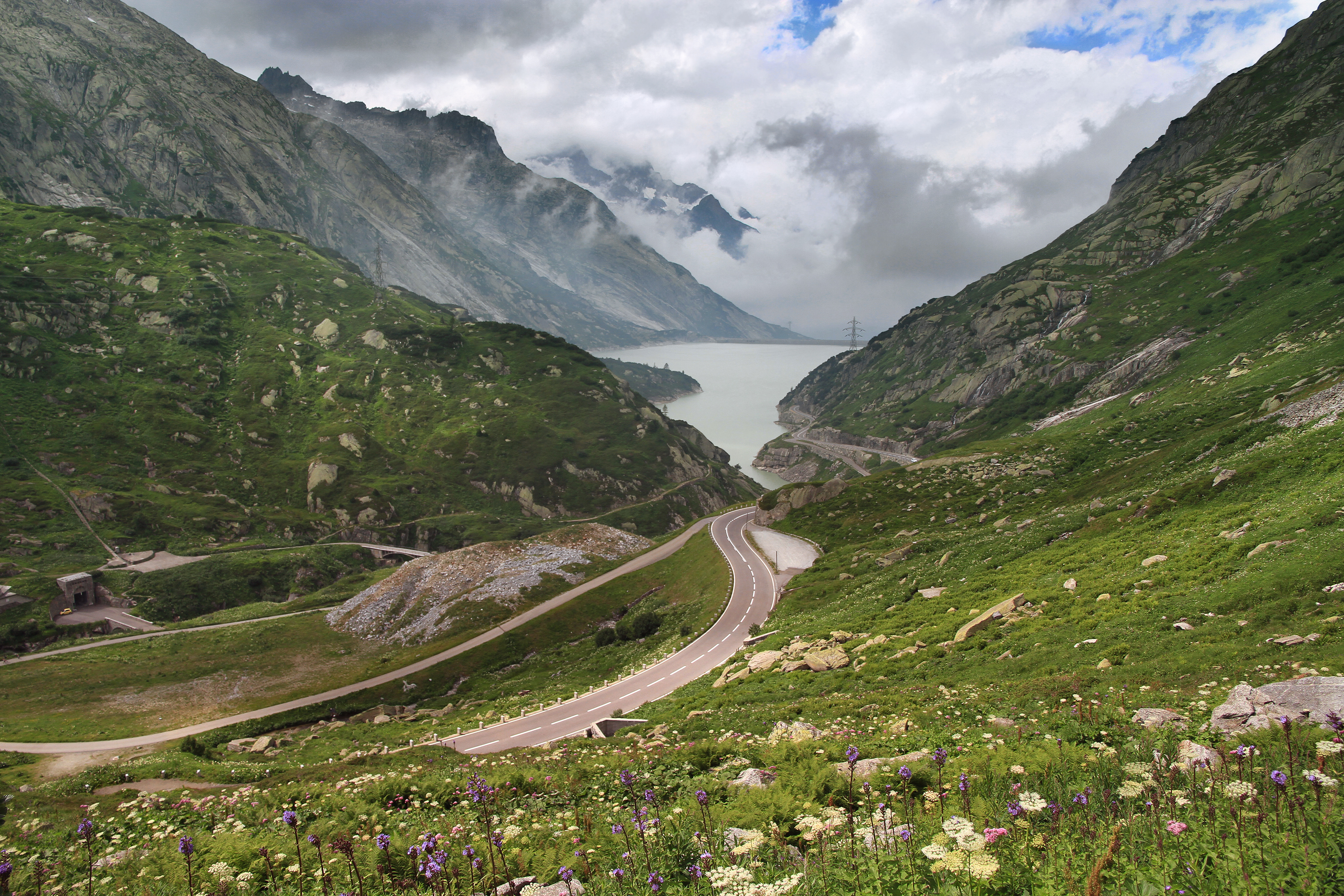
레터리히스보덴제와 구탄넨 인근의 하슬리탈 도로

구탄넨의 인구(2020년 12월 기준)는 245 명이다. 2011년 기준으로 인구의 7.0%가 거주하는 외국인이다. 지난 1년(2010-2011) 동안 인구는 -3.2%의 비율로 변경되었다. 이민은 -3.9%, 출생 및 사망은 0.3%를 차지했다.
대부분의 인구(2000년 기준)는 독일어 (322명 또는 98.2%)를 모국어로 사용하는 반면, 한 사람은 프랑스어를 사용하고, 다른 한 사람은 로만슈어를 사용한다.
2008년 기준으로 인구는 남성 49.4%, 여성 50.6%이다. 인구는 145명의 스위스 남성(인구의 46.8%)과 8명(2.6%)의 비스위스계 남성으로 구성되었다. 스위스 여성은 143명(46.1%), 비스위스계 여성은 14명(4.5%)이었다. 시정촌 인구 중 223명(약 68.0%)이 구탄넨에서 태어나 2000년에 그곳에 살았다. 같은 주에서 태어난 60명 또는 18.3%가 있었고, 스위스 타지에서 태어난 23명 또는 7.0%가 있었다. 그리고 10 또는 3.0%는 스위스 밖에서 태어났다.
2011년 기준으로 아동·청소년(0~19세)이 19%, 성인(20~64세)이 58.7%, 노인(64세 이상)이 22.3%를 차지한다.
2000년 기준으로 시정촌에 미혼이며 미혼인 사람은 126명이다. 기혼자는 178명, 과부 또는 홀아비는 19명, 이혼한 사람은 5명이었다.
2010년 기준 1인 가구는 34가구, 5인 이상 가구는 12가구이다. 2000년 기준으로 상시 분양된 아파트는 총 118세대(전체의 76.1%)였으며, 성수기 분양 아파트는 21세대(13.5%), 공실은 16세대(10.3%)였다.  2011년에 단독 주택은 시정촌 전체 주택의 57.5%를 차지했다.
역사적 인구는 다음 차트에 나와 있다.

## 국가중요문화재

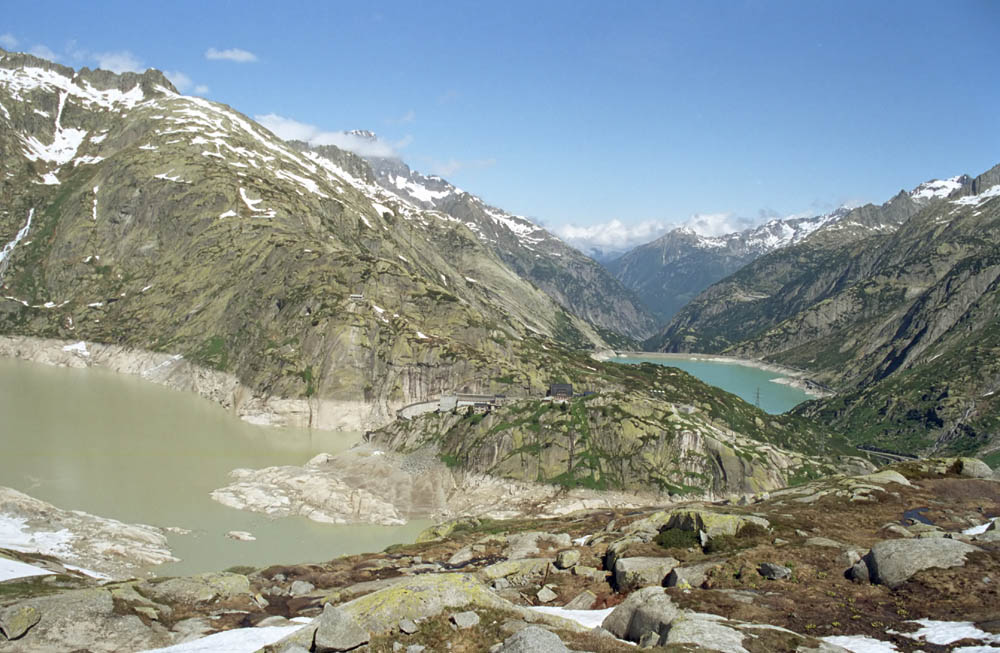
그림젤 고개와 댐의 풍경

그림젤 댐과 관련 그림젤 고개 호스피스는 국가적으로 중요한 스위스 문화유산으로 등재되어 있다.

## 경제
2011년 현재 구탄넨의 실업률은 0.48%이다. 2008년 기준으로, 시정촌에 고용된 총 218명의 사람들이 있다. 이 중 1차 경제 부문에 72명이 고용되었고 이 부문에 약 24개 기업이 참여했다. 58명이 2차 부문에 고용되었고 이 부문에 6개의 기업이 있었다. 88명이 3차 부문에 고용되어 있으며 이 부문에는 13개의 기업이 있다. 시정촌 주민은 172명으로 일정 정도 고용되었으며 그 중 여성이 전체 노동력의 39.0%를 차지하였다.
2008년에는 총 153개의 정규직에 상응하는 일자리가 있었다. 1차 부문의 일자리 수는 30개였으며 모두 농업에 있었다. 2차 부문의 일자리 수는 52개로 그 중 7개(13.5%)가 제조업, 5개(9.6%)가 건설업이었다. 3차 부문의 일자리 수는 71개였다. 3차 부문에서; 3 또는 4.2%는 도소매 또는 자동차 수리, 3 또는 4.2%는 상품의 이동 및 보관, 54 또는 76.1%는 호텔 또는 레스토랑, 4 또는 5.6%는 교육에 종사했다.
2000년 기준으로 시정촌으로 출퇴근하는 근로자는 12명, 출퇴근자는 94명이었다. 지방 자치 단체는 근로자의 순 수출국으로, 들어오는 1명당 약 7.8명의 근로자가 지방 자치 단체를 떠나고 있다. 구탄넨에는 총 78명의 근로자(시 전체 근로자 90명 중 86.7%)가 거주하고 일했다. 근로인구 중 29.7%가 출퇴근용 대중교통을, 36.6%가 자가용을 이용하였다.
2011년 구탄넨의 150,000CHF를 버는 기혼 거주자의 평균 지방 및 주 세율은 11.5%인 반면 미혼 거주자의 세율은 16.9%였다. 비교를 위해 같은 해 전체 광저우의 평균 비율은 14.2%와 22.0%인 반면 전국 평균은 각각 12.3%와 21.1%였다.
2009년에 지방 자치 단체에는 총 134명의 납세자가 있었다. 그 중 32개가 연간 75,000CHF 이상을 벌었다. 1년에 15,000에서 20,000 사이를 버는 사람이 3명 있었다. 가장 많은 수의 근로자(41명)는 연간 50,000~75,000CHF를 벌었다. 구탄넨에 있는 75,000 CHF 이상 그룹의 평균 수입은 97,497 CHF인 반면, 스위스 전체의 평균은 130,478 CHF였다.
2011년에는 전체 인구의 1.0%가 정부로부터 직접적인 재정 지원을 받았다.

## 종교
구탄넨은 복음주의 개혁 교구가 있다.
2000년 인구 조사에서 282명(86.0%)가 스위스 개혁 교회에 속했고, 19명(5.8%)가 로마 카톨릭에 속했다. 나머지 인구 중 다른 기독교 교회에 속한 2명(약 0.61%)이 있었다. 무슬림 인 1명이 있었다. 7명(인구의 약 2.13%)은 교회에 속하지 않았고, 불가지론자 또는 무신론자였으며, 17명(인구의 약 5.18%)은 질문에 대답하지 않았다.

## 교육

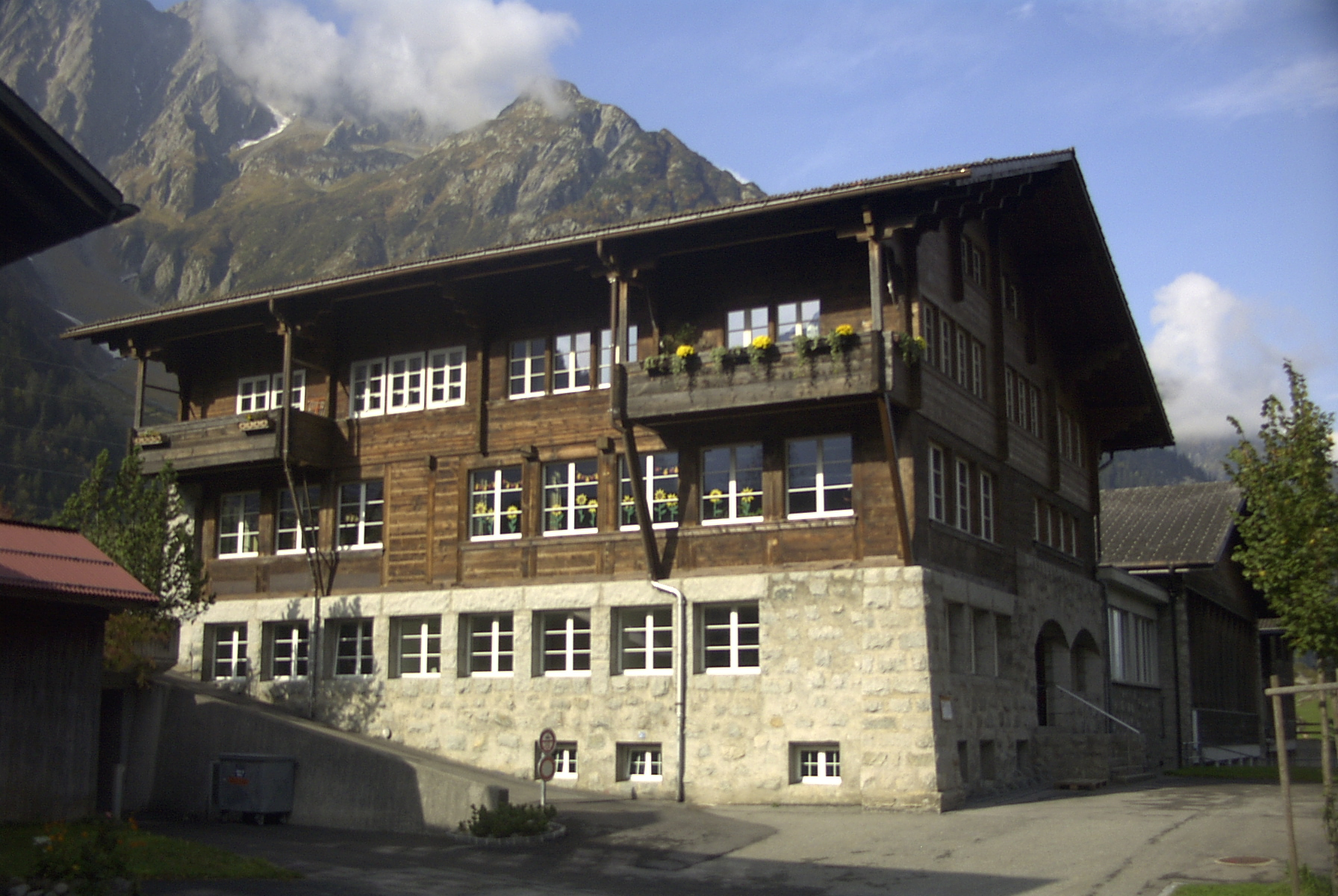
구탄넨 학교 건물

구탄넨에서는 인구의 약 55.6%가 필수가 아닌 고등 교육을 이수했으며 8.4%가 추가 고등교육(대학 또는 응용학문대학)을 이수했다. 총 16명의 스위스 남성이 인구 조사에 나와 있는 일종의 고등 교육을 이수했다.

베른주의 학교 시스템은 1년의 의무 없는 유치원, 6년의 초등학교를 제공한다. 이후 3년 동안의 의무적 중학교 과정을 거쳐 학생을 능력과 적성에 따라 구분한다. 중학교 이하 학생들은 추가 교육을 받거나 견습 과정에 들어갈 수 있다.
2011-12 학년도 동안 총 31명의 학생이 구탄넨의 수업에 참석했다. 시정촌에는 6명의 학생이 있는 유치원이 하나 있었다. 지방 자치 단체에는 2개의 초등 학급과 25명의 학생이 있었다. 초등 학생 중 16.0%는 스위스의 영주권 또는 임시 거주자(시민권 아님)였으며 8.0%는 교실 언어와 다른 모국어를 사용한다.
2000년 현재 총 21명의 학생이 지방 자치 단체에 거주하여 학교에 다니고 있으며 구탄넨에서 15명의 학생이 지방 자치 단체 외부 학교에 다니고 있다.